# Robert Dugoni
Robert Dugoni, né le 17 février 1961 à Pocatello, dans l'Idaho, est un écrivain américain, auteur de roman policier.

## Biographie
Il fait des études à l'université Stanford où il reçoit des prix d'écriture. Il travaille comme journaliste pour The Stanford Daily et brièvement pour le Metro Office ainsi qu'au San Gabriel Valley Office of Los Angeles Times.
Il entreprend et complète des études de droit de l'université de Californie à Los Angeles, puis exerce comme procureur à San Francisco. En 1998, il décide de se consacrer à l'écriture. 
Il est l'auteur de deux séries, l'une consacrée à David Sloane, un avocat, et l'autre à Tracy Crosswhite, une détective de la police criminelle. Les deux séries sont situées à Seattle.

## Œuvre

### Romans

#### SérieDavid Sloane
- The Jury Master (2006)
- Wrongful Death (2009)
- Bodily Harm (2010)
- Murder One (2011)
- The Conviction (2012)

#### SérieTracy Crosswhite
- My Sister's Grave (2014) Publié en français sous le titre Le Dernier Repos de Sarah, Paris, Éditions Michel Lafon (2017)  (ISBN 978-2-7499-3195-1)
- Her Final Breath (2015) Publié en français sous le titre Son dernier souffle, Amazon Crossing (2017)
- In the Clearing (2016) Publié en français sous le titre Dans l'ombre de la clairière,Amazon Crossing (12 septembre 2017)
- The Trapped Girl (2017)  Publié en français sous le titre Prise au piège,Amazon Crossing (2018)
- Close to Home (2017) Publié en français sous le titre Des morts si proches,Amazon Crossing (2019)
- A Steep Price (2018) Publié en français sous le titre Au prix fort,Amazon Crossing (2020)
- A Cold Trail (2020) Publié en français sous le titre Fausses pistes,Amazon Crossing (2021)
- In her Tracks (2021) Publié en français sous le titre Sur ses traces,Amazon Crossing (2022)
- What She Found (2022)
- One Last Kill (2023)

#### SérieKeera Duggan
- Her Deadly Game (2023)
- Beyond Reasonable Doubt (2024)

#### Autres romans
- Damage Control (2007)
- The Seventh Canon (2016)
- The Eighth Sister (2019)
- The Last Agent(2020)
- Her Deadly Game (2023)
- A Killing on the Hill (2024)

#### Autre ouvrage
- The Cyanide Canary (2004) (coécrit avec Joseph Hilldorfer

### Nouvelles
- The Academy (2014)
- Third Watch (2015)

## Prix et distinctions

### Prix
- Nancy Pearl Book Award 2015 pour My Sister's Grave

### Nominations
- Prix Harper Lee 2012 pour Murder One[1],[2]
- Prix International Thriller du meilleur livre de poche original 2015 pour My Sister's Grave[3]
- Prix Edgar-Allan-Poe du meilleur livre de poche original 2017 pour The Seventh Canon[4]
- Prix International Thriller du meilleur livre de poche original 2017 pour In the Clearing[3]
- Prix Thriller 2024 du meilleur roman pour Her Deadly Game[5]
- Prix Lefty 2025 du meilleur roman policier historique pour A Killing on the Hill[6]